# 區域菊石
區域菊石（學名：Endemoceras），又名恩德莫菊石，是生存在白堊紀海洋中的一屬菊石。牠們是區域菊石超科的代表屬，但其化石卻相當地稀有。其化石被發現於德國及波蘭等地。區域菊石和與其同科的其他屬菊石都是演化自較早期的新康菊石科。

## 特徵
區域菊石具有典型的旋菊石式Y型分叉肋條，肋條的末端在腹肩處形成突起的疣點狀結節，並在腹側向殼口方向折曲，從腹側看來貌似魚骨。